# Maximilian de Angelis
Maximilian De Angelis (Budapest, 2 ottobre 1889 – Graz, 6 dicembre 1974) è stato un generale austriaco.

## Biografia

### I primi anni
De Angelis era figlio di un capitano dell'esercito austro-ungarico di origini italiane, trasferitosi in seguito in Ungheria dove Maximilian appunto nacque. Dopo aver frequentato la scuola militare di Eisenstadt e la scuola secondaria militare in Moravia a Weisskirchen, frequentò l'Accademia Militare Teresiana di Wiener Neustadt da cui uscì col grado di sottotenente il 18 agosto 1908, venendo assegnato al 42º reggimento in Stiria.

### La prima guerra mondiale
Dopo la promozione a tenente il 1º agosto 1914, venne nominato comandante della 2ª batteria del suo reggimento, venendo trasferito il 7 settembre 1914 in Galizia, nella Polonia meridionale .
Il 1 luglio 1915 de Angelis era nello staff della divisione dei Kaiserjäger dove rimase sino al 9 ottobre 1916 come ufficiale di stato maggiore in uso alla 2ª brigata. Per un breve periodo fu trasferito alla 1ª brigata e poi all'88ª brigata di fanteria. Il 1 maggio 1917 venne promosso al grado di capitano.

### Periodo interbellico
Il 3 novembre 1918 venne fatto prigioniero degli italiani, dai quali venne rilasciato il 12 ottobre 1919. De Angelis si unì quindi come capitano nuovamente all'esercito austriaco, venendo promosso maggiore l'8 luglio 1921. Dal 1 gennaio 1926 divenne ufficiale di stato maggiore a St. Poelten e dal 1º novembre 1927 divenne insegnante di tattica militare alla scuola militare di Enns. Ricevette quindi il 15 gennaio 1929 la promozione a tenente colonnello. Il 1 settembre 1933 venne nominato vice comandante dell'accademia ed il 28 giugno di quello stesso anno gli venne riconosciuto il grado di colonnello.
Il 1 settembre 1933 venne nominato vice comandante della 1ª brigata, ma dal 1 settembre 1934 iniziò a lavorare stabilmente per il Ministero della Difesa austriaco. Il 1º agosto 1935 venne trasferito a Vienna come vicecomandante e istruttore dei corsi per ufficiali superiori per la guerra operativa.
Divenne uno dei più ardenti sostenitori del nazismo nelle Forze Armate e si dichiarò pronto a prendere il comando militare della città di Vienna per garantire il successo dei golpisti durante il colpo di stato 1934.
Nel marzo del 1938, trascorse tre giorni come Segretario di Stato per la Difesa nel gabinetto Seyss-Inquart, governo che fu comunque di breve durata. Il primo ministro stesso lo chiamò il 13 marzo 1938 (il giorno successivo all'annessione dell'Austria alla Germania) nel suo ufficio e lo nominò capo del ministero per la difesa, succedendo in questo compito al generale Wilhelm Zehner, morto un mese dopo a Vienna in circostanze piuttosto sospette. Con questo nuovo incarico, de Angelis ebbe un'influenza significativa sull'integrazione delle forze armate austriache nella Wehrmacht tedesca. Fu un membro della temuta Muffkommission (dal nome del militare tedesco Wolfgang Muff) che aveva il compito di raccogliere materiale contro gli ufficiali dichiarati "non tollerabili” dal regime nazista e di espellerli o se necessario intentare loro dei processi (come nei casi di Alfred Jansa o Alois Windisch).
Dopo la sua promozione a maggiore generale il 13 marzo 1938, venne destinato al 30º reggimento di fanteria il 1º luglio di quello stesso anno, tuttavia il 5 agosto 1938 venne trasferito come comandante a Jüterbog. Il 10 novembre 1938 divenne comandante del XV reggimento d'artiglieria d'istanza a Jena.

### La seconda guerra mondiale
Durante la campagna di Polonia, de Angelis divenne comandante della 76ª divisione di fanteria, nella campagna militare sul fronte occidentale. Questa divisione operò a Verdun ed a Toul, ed il 1º agosto, de Angelis fu nominato tenente generale.
Quando l'Unione Sovietica iniziò i suoi attacchi sul fronte tedesco, de Angelis si trovava con la sua divisione in Romania e da qui si portò ad attaccare Jassy e Tiraspol passando per Kremenchug verso Artemivs'k. Il 26 gennaio 1942 venne posto alla guida del XXXXIV. Armeekorps ed il 9 febbraio ricevette la croce da cavaliere dell'ordine della croce di ferro; il 1º marzo venne promosso generale d'artiglieria.
Come comandante generale guidò i suoi soldati nel 1942 nel Caucaso occidentale fino a poco prima di Tuapse. Nel 1943, si trovava in Ucraina dove ebbe modo di distinguersi nuovamente per le sue azioni. Dal 12 novembre al 19 dicembre 1943 guidò la VI armata per conto del generale Karl-Adolf Hollidt.
Dal 18 luglio 1944 e sino alla sua resa, fu il successore di Franz Böhm come comandante in capo della 2ª armata di Panzer in Jugoslavia. Condusse questo esercito in Carinzia e Stiria attraverso Belgrado, l'Ungheria sud-occidentale e la Stiria sud-orientale .

### Dopo la guerra
A partire dal 9 maggio 1945, de Angelis divenne prigioniero dell'esercito statunitense, ma il 4 aprile 1946 venne trasferito sempre come prigioniero in Jugoslavia dove, l'11 ottobre 1948, venne condannato a 20 anni di prigione. Poco dopo questa sentenza ebbe luogo, il 5 marzo 1949, insieme al feldmaresciallo Ewald von Kleist, la sua estradizione in Unione Sovietica. In un nuovo processo tenutosi in Russia nel 1952 venne condannato per ben due volte a 25 anni di carcere sulla base dell'art. 1 del 43° decreto del Presidium del Soviet supremo del 19 aprile 1943. A ciò si aggiungeva un atto d'accusa basato sulla legge n. 10 del Consiglio di controllo del 20 dicembre 1945 (crimini contro la pace, crimini di guerra, crimini contro l'umanità), riguardo al suo passato nazista nel periodo antecedente all'Anschluss del 1938.
L'11 ottobre 1955 Angelis fu rilasciato dopo la visita di Konrad Adenauer a Mosca. Si trasferì dapprima ad Hannover, poi a Monaco di Baviera per evitare un mandato d'arresto austriaco. Solo dopo un'amnistia tornò a Graz. Dal momento che il governo austriaco si rifiutò categoricamente di riconoscergli una pensione, ogni mese sino alla sua morte si portò a Monaco di Baviera per riscuotere la propria pensione dal governo tedesco. Morì il 6 dicembre 1974 a Graz e fu sepolto nel cimitero di San Leonardo di quella città.